# (514) Armida
(514) Armida est un astéroïde de la ceinture principale.

## Description
(514) Armida est un astéroïde de la ceinture principale découvert par Max Wolf le 24 août 1903 à Heidelberg.
Il a été ainsi baptisé en référence à Armide, personnage de La Jérusalem délivrée du poète italien Le Tasse (1544-1595), notamment mis à l'honneur dans l'opéra Armide composé en 1777 par Christoph Willibald Gluck (1714-1787).